# Електронна техніка. Серія 1 «НВЧ-техніка»
Електронна техніка. Серія 1 «НВЧ-техніка» (рос. Электронная техника. Серия 1 «СВЧ-техника») — російський науково-технічний журнал в галузі теоретичної електроніки НВЧ і конструювання НВЧ-приладів.
Видається з 1950 року. Передплатний індекс (російський) — 36292. Індекс ISSN 1990-9012. Тираж — 1000 екз. На початку 2009 року вийшов 500-й номер збірника.
Журнал включений до переліку провідних рецензованих наукових журналів і видань Вищої атестаційної комісії Росії, в яких публікуються основні наукові результати дисертації на здобуття наукового ступеня доктора і кандидата наук.
З початку випуску в 1950 році і до своєї смерті редакційну колегію журналу очолював академік АН СРСР і РАН М. Д. Дев'ятков (1907—2001).

## Редакційна колегія
Головний редактор О. М. Корольов. Заступники головного редактора: С. О. Зайцев і Б. М. Авдонін. Члени редколегії: В. В. Абрамов, В. М. Батигін, Ю. О. Будзинський, А. В. Галдецький, Б. Ф. Горбик, С. І. Гришин, Б. Ч. Дюбуа, С. С. Зирін, Ю. А. Кондрашенков, О. С. Котов, Є. О. Котюргін, П. В. Купріянов, О. Г. Михальченков, О. О. Морозов, В. В. Лісс, М. І. Лопін, В. М. Малищік, В. О. Мальцев, П. М. Мелешкевіч, А. Б. Пашковський, Є. М. Покровський, О. І. Панас, О. В. Потапов, С. Є. Рожков, К. Г. Симонов, О. М. Темнов,  М. М. Трифонов, А. А. Туркевич, М. Д. Урсуляк. Відповідальний секретар В. П. Стебунов.

## Загальні відомості
Видавець збірки — ФДУП „НВП «Істок»“ (Фрязіно, Росія).
Зміст випусків і анотації статей російською та англійською мовами є у відкритому доступі на сайті ФГУП „НВП «Істок»“.  Журнал включений в інформаційну систему «Російський індекс наукового цитування».
Адреса редакції: Росія, 141190, м. Фрязіно, Московської обл., вул. Вокзальна, д. 2а.